# VR Smart Finanz
Die VR Smart Finanz (vormals: VR-Leasing) gehört zur Genossenschaftlichen FinanzGruppe Volksbanken Raiffeisenbanken. Sie ist dort subsidiärer Partner der Genossenschaftsbanken für einfache, automatisierte Finanzierungslösungen in der Mittelstandsfinanzierung. Das Leistungsspektrum umfasst Leasing, Mietkauf und Kredit sowie digitale Services rund um den Finanzalltag wie das Finanzplanungs- und Buchhaltungstool VR Smart Guide oder den Bonitätsmanager. Kernzielgruppe sind die Geschäfts- und Gewerbekunden sowie kleine mittelständische Kunden der Genossenschaftsbanken. Zu der VR Smart Finanz gehören die VR Smart Finanz AG als 100-prozentige Tochter der DZ Bank sowie die VR Smart Finanz Bank GmbH. Die Unternehmen haben ihren Sitz in Eschborn.

## Geschichte

### Anfänge als AMG Allgemeine Mietgesellschaft in Mörfelden
Die VR Smart Finanz AG begann 1972 mit ca. 35 Mitarbeitern in Mörfelden als AMG-Allgemeine Mietgesellschaft mbH + Co. Neben den Gründern Dietrich Walther und Horst Wüstkamp war ein Anteilseigner die  Deutsche Genossenschaftskasse (später DG Bank, heute DZ Bank). Die AMG unterhielt mehrere Tochtergesellschaften und Beteiligungen, darunter die BFL Bürofachhandel Leasing GmbH & Co. KG (gegründet 1973) sowie die LFG Leasing- und Finanz GmbH. Anfang der 1980er Jahre geriet die AMG in wirtschaftliche Schwierigkeiten. Dietrich Walther und Horst Wüstkamp verkauften ihre Anteile an die Genossenschaftsbanken. Es folgte Bedo Panner als Sanierer von der DG Bank. In Folge blieben von den vielen Tochtergesellschaften nur einzelne übrig wie beispielsweise die Volksbanken-Leasing-Gesellschaft mit beschränkter Haftung in Unterföhring oder die Deutsche Genossenschafts-Leasing GmbH mit Sitz in Frankfurt am Main.

### 90er Jahre: Konsolidierung aller genossenschaftlichen Leasingaktivitäten und Expansion ins Ausland
In den 1990er Jahren begann unter Leitung des Vorsitzenden der Geschäftsführung (späteren Vorstandsvorsitzenden) Reinhard Gödel eine Neuausrichtung. So wurden Anfang 1995 alle Mobilien-Leasinggesellschaften unter dem Dach einer einzigen Gesellschaft, der VR-Leasing GmbH (kurz VR Leasing), zusammengefasst. Die Mitarbeiter aus den bisherigen Standorten in Frankfurt zogen in die neue Hauptverwaltung mit Sitz in Eschborn um, die am 21. April 1995 offiziell eingeweiht wurde. Seit Mitte der 1990er Jahre verstärkten sich die Auslandsaktivitäten der VR Leasing, hauptsächlich in mittel- und osteuropäische Märkte. Im Zuge dessen folgte schließlich die Übernahme bzw. Gründung der ausländischen Gesellschaften Lombard Lízing in Ungarn, der FB Leasing in Russland sowie der genossenschaftlichen VBLI in Wien mit ihren verschiedenen Tochtergesellschaften im osteuropäischen Raum. 1998 wurde die VR Leasing in eine Aktiengesellschaft umgewandelt. Anteilseigner waren im Wesentlichen die genossenschaftlichen Zentralbanken, so die DG BANK mit knapp 49 Prozent, sowie WGZ-, SGZ- und GZB-Bank.

### 2000er Jahre: Übernahme von VR Diskontbank und VR Factorem
Anfang 2002 wurde die VR Diskontbank GmbH, Spezialbank für insbesondere mittelständischen Firmen und Einkaufskooperationen anbot, eine 100-prozentige Tochtergesellschaft der VR Leasing. Die Factoringaktivitäten der VR Diskontbank wurden 2003 auf eine eigene Gesellschaft, die VR Factorem GmbH, ausgegliedert. Die VR Factorem wurde 2010 eine 100-prozentige Tochtergesellschaft der VR Leasing. Zu der Unternehmensgruppe gehörten zu diesem Zeitpunkt unter anderem die VR Bauregie GmbH, die Baubetreuungsdienstleistungen anbot, die VR-Immobilien-Leasing GmbH sowie die BFL Leasing Bürofachhandel GmbH. Der Vorstandsvorsitzende Reinhard Gödel schied Ende 2010 aus, auf ihn folgte Theophil Graband, der zuvor langjähriger Vorstandsvorsitzender der Nürnberger TeamBank war.

### Neuausrichtung als subsidiärer Partner der Genossenschaftsbanken und Auftritt als neue Marke
Die ausländischen Beteiligungsgesellschaften brachen im Zuge der konjunkturellen Verschlechterung deutlich ein und führten zu mehreren verlustreichen Jahren. 2011 erfolgte daraufhin eine grundlegende strategische Neuausrichtung des Unternehmens mit einer Konzentration der Geschäftstätigkeit auf das Inlandsgeschäft und den Abbau nicht als zukunftsfähig eingestufter Geschäftsfelder. So wurden unter anderem das Neugeschäft im Immobilienleasing eingestellt und die Auslandsaktivitäten sukzessive abgebaut. In den Folgejahren konzentrierte sich die VR-Leasing Gruppe auf einen subsidiären Geschäftsansatz, also darauf, vornehmlich die Genossenschaftsbanken zu unterstützen. Dafür spezialisierte sich das Unternehmen zunehmend auf digital-gestützte, einfache Finanzierungslösungen, um die Genossenschaftsbanken hinsichtlich der aufkommenden Digitalisierungswelle zu unterstützen. Ende 2017 fiel schließlich die Entscheidung, sich künftig als Digitaler Gewerbekundenfinanzierer ausschließlich auf das Geschäft mit den Genossenschaftsbanken zu konzentrieren und im gleichen Zuge das Geschäftsfeld Zentralregulierung sowie die Beteiligungsgesellschaften BFL Leasing GmbH und VR-Immobilien-Leasing GmbH zu verkaufen. Die Verkäufe konnten im ersten Halbjahr 2019 realisiert werden. Im September 2020 wurde die VR Factorem von der DZ Bank übernommen und in eine eigene Tochtergesellschaft überführt. Das Unternehmen wurde in VR Factoring umfirmiert. Seit Juli 2018 treten die Geschäftsfelder mit Fokus auf die Mittelstandsfinanzierung mit den Volks- und Raiffeisenbanken unter dem Markenauftritt VR Smart Finanz auf. Im Juli 2019 wurde die VR Leasing Aktiengesellschaft umfirmiert in VR Smart Finanz AG, die VR Diskontbank in VR Smart Finanz Bank GmbH. Theophil Graband, bislang Vorstandsvorsitzender, trat Ende 2019 in den Ruhestand; Markus Klintworth wurde 2020 als neuer Vorstandsvorsitzender bestellt. Mit ihm komplettiert Kerstin Scholz den Vorstand, der sich seit 2020 auf zwei Mitglieder reduziert hat. Vorstandsmitglied Ian Lees hat seinen Vertrag nicht verlängert.

## Kennzahlen und Mitgliedschaften
Trotz des herausfordernden Marktumfelds verzeichnete die VR Smart Finanz im Geschäftsjahr 2023 eine positive Geschäftsentwicklung und baute ihre operative Ertragsbasis aus. Das führte zu einem Anstieg des Neugeschäftsvolumens auf 1,2 Mrd. Euro (+18 % zum Vorjahr). Treiber dabei war vor allem die gute Entwicklung des Unternehmerkredits VR Smart flexibel, dessen Volumen um 52 % auf 471 Mio. Euro gesteigert werden konnte. Auch das Objektgeschäft (Leasing, Mietkauf) verzeichnete 2023 ein Wachstum im Neugeschäftsvolumen und stieg auf 737 Mio. Euro (+7 % zum Vorjahr). Die Kundenzahl konnte ebenfalls gesteigert werden und wuchs zum Vorjahr um 14 % auf 141.000. Dieser positiven vertrieblichen Entwicklung standen stark erhöhte Aufwendungen zur Risikovorsorge aufgrund des schwachen konjunkturellen Umfelds gegenüber. Dies führte in Summe dazu, dass die VR Smart Finanz das Geschäftsjahr mit einem leicht positiven Ergebnis nach gewöhnlicher Geschäftstätigkeit von 1 Mio. Euro abgeschlossen hat.
Die VR Smart Finanz ist Mitglied im Bundesverband der Deutschen Volksbanken und Raiffeisenbanken (BVR), im Bundesverband Deutscher Leasing-Unternehmen (BDL) sowie bei der Forschungsgesellschaft für Genossenschaftswesen Münster e. V. Die VR Smart Finanz Bank GmbH ist Mitglied im Deutschen Bankenfachverband.